# Gaston Defferre
Gaston Defferre (ur. 14 września 1910 w Marsillargues, zm. 7 maja 1986 w Marsylii) – francuski polityk i samorządowiec, działacz ruchu oporu, deputowany i senator, minister w różnych resortach, długoletni mer Marsylii, kandydat w wyborach prezydenckich.

## Życiorys
Z wykształcenia prawnik, studia ukończył na wydziale prawa w Aix-en-Provence. W 1931 podjął praktykę w zawodzie adwokata. W 1933 zaangażował się w działalność polityczną w ramach Francuskiej Sekcji Międzynarodówki Robotniczej (SFIO). W okresie II wojny światowej działał w ruchu oporu. Współtworzył sieć wywiadowczą Réseau Brutus, był członkiem podziemnego kierownictwa socjalistów. Po wyzwoleniu został redaktorem naczelnym gazety „Le Provençal”, stał też przez pewien czas na czele delegacji miejskiej w Marsylii.
W latach 1945–1946 zasiadał w pierwszej i drugiej konstytuancie. W 1946 uzyskał mandat deputowanego do Zgromadzenia Narodowego I kadencji IV Republiki. W 1951 i 1956 wybierany na kolejne kadencje. Pełnił także różne funkcje rządowe. Od stycznia do czerwca 1946 był sekretarzem stanu do spraw informacji. Od grudnia 1946 do stycznia 1947 zajmował stanowisko podsekretarza stanu do spraw terytoriów zamorskich. W lipcu 1950 objął urząd ministra marynarki handlowej, który sprawował do lipca 1951. Od lutego 1956 do czerwca 1957 był ministrem terytoriów zamorskich. W 1953 został merem Marsylii, stanowisko to zajmował nieprzerwanie przez 33 lata do czasu swojej śmierci.
Był przeciwnikiem przejęcia władzy przez generała Charles’a de Gaulle’a. W 1958, w wyborach do Zgromadzenia Narodowego I kadencji V Republiki, nie utrzymał mandatu poselskiego. W 1959 wszedł w skład Senatu, ponownie wybrany do wyższej izby parlamentu w 1962. Jeszcze w tym samym roku powrócił do Zgromadzenia Narodowego, uzyskując mandat deputowanego II kadencji. W sześciu kolejnych wyborach (1967, 1968, 1973, 1978, 1981 i 1986) z powodzeniem ubiegał się o reelekcję. Był m.in. przewodniczącym frakcji socjalistycznej.
W trakcie jednej z debat znieważył gaullistowskiego posła René Ribièrego. Wobec odmowy wycofania obrazy został przez oponenta wyzwany na pojedynek na szpady. Do potyczki doszło 21 kwietnia 1967 – została przerwana po tym, jak Gaston Defferre dwukrotnie zranił przeciwnika. Wydarzenie to zostało określone jako ostatni znany pojedynek o honor w historii Francji.
Jako przedstawiciel socjalistów Gaston Defferre kandydował w wyborach prezydenckich w 1969. Start ten zakończył się porażką przedstawiciela lewicy, który otrzymał 5,0% głosów (reprezentujący komunistów Jacques Duclos dostał ponad cztery razy więcej głosów). Brał następnie udział w procesie zjednoczenia środowisk socjalistycznych, w wyniku którego powstała Partia Socjalistyczna.
W 1981, po objęciu przez François Mitterranda urzędu prezydenta, powrócił w skład rządu. Od maja 1981 do lipca 1984 był ministrem spraw wewnętrznych i decentralizacji w trzech gabinetach Pierre’a Mauroy. Do marca 1983 jednocześnie w dwóch pierwszych rządach tego premiera pełnił funkcję ministra stanu. Od lipca 1984 do marca 1986 był członkiem gabinetu Laurenta Fabiusa jako minister stanu oraz minister planowania regionalnego.

## Odznaczenia
Oficer Legii Honorowej.